# Virslīga 2017
Die Virslīga 2017 war die 26. Spielzeit der höchsten lettischen Fußball-Spielklasse der Herren seit deren Neugründung im Jahr 1992. Sie wurde vom Lettischen Fußballverband ausgetragen. Die Spielzeit begann am 10. März 2017 und endete am 4. November 2017.
Der FK Spartaks Jūrmala konnte den Titel aus dem Vorjahr erfolgreich verteidigen und wurde zum zweiten Mal lettischer Meister.

## Modus
Die Liga startete mit acht Vereinen.
Am 22. Juni 2017 wurde Neuling SK Babīte aus der Liga ausgeschlossen, nachdem der lettische Fußballverband eine Benachrichtigung über Wettbetrug für sechs Spiele erhielt, an denen Babīte beteiligt war. Infolgedessen wurden alle zwölf Spiele, die bisher von Babīte bestritten wurden, annulliert.
Die verbliebenen sieben Mannschaften absolvierten 24 Saisonspiele in zwei Hin- und zwei Rückrundenspielen. Jedes Team trat dabei vier Mal gegen jede andere Mannschaft an. SK Babīte wurde aus der Virslīga ausgeschlossen, der Vorletzte musste in die Relegation.

## Vereine
| Verein                         | Stadt     | Stadion             | Kapazität |
| ------------------------------ | --------- | ------------------- | --------- |
| Riga FC                        | Riga      | Skonto-Stadion      | 9.000     |
| FK Liepāja                     | Liepāja   | Daugava-Stadion     | 5.000     |
| FK Jelgava                     | Jelgava   | Ozolnieku-Stadion   | 2.200     |
| FK Spartaks Jūrmala            | Jūrmala   | Slokas-Stadion      | 2.000     |
| FK Ventspils                   | Ventspils | Olimpiskais-Stadion | 3.200     |
| SK Babīte                      | Piņķi     | Piņķi Stadion       | 1.000     |
| FS Metta/Latvijas Universitāte | Riga      | Arkādija-Stadion    | 0.250     |
| FK RFS                         | Riga      | Arkādija-Stadion    | 0.250     |

## Abschlusstabelle
| Pl. | Verein                         | Sp. | S  | U | N  | Tore    | Diff. | Punkte |
| --- | ------------------------------ | --- | -- | - | -- | ------- | ----- | ------ |
| 1.  | FK Spartaks Jūrmala (M)        | 24  | 14 | 4 | 6  | 036:260 | +10   | 46     |
| 2.  | FK Liepāja                     | 24  | 11 | 4 | 9  | 032:250 | +7    | 37     |
| 3.  | Riga FC                        | 24  | 10 | 7 | 7  | 028:200 | +8    | 37     |
| 4.  | FK Ventspils (P)               | 24  | 9  | 8 | 7  | 032:220 | +10   | 35     |
| 5.  | FK RFS                         | 24  | 11 | 2 | 11 | 029:310 | −2    | 35     |
| 6.  | FK Jelgava                     | 24  | 8  | 5 | 11 | 022:300 | −8    | 29     |
| 7.  | FS Metta/Latvijas Universitāte | 24  | 3  | 6 | 15 | 021:460 | −25   | 15     |
| 8.  | SK Babīte (N) 1                | 0   | 0  | 0 | 0  | 000:000 | ±0    | 0      |

Platzierungskriterien: 1. Punkte – 2. Direkter Vergleich (Punkte, Tordifferenz, geschossene Tore) – 3. Tordifferenz – 4. geschossene Tore

| (M) | amtierender Meister     |
| (P) | amtierender Pokalsieger |
| (N) | Neuaufsteiger           |

## Kreuztabelle
| Spieltag 1–14                  | FK Spartaks Jūrmala | FK Liepāja | FK Ventspils | Riga FC | FK RFS | FK Jelgava | FS Metta/Latvijas Universitāte | SK Babīte |
| ------------------------------ | ------------------- | ---------- | ------------ | ------- | ------ | ---------- | ------------------------------ | --------- |
| FK Spartaks Jūrmala            |                     | 1:1        | 0:0          | 2:0     | 2:0    | 1:1        | 1:0                            | –         |
| FK Liepāja                     | 1:3                 |            | 1:0          | 0:1     | 0:1    | 3:0        | 0:1                            | –         |
| FK Ventspils                   | 4:0                 | 1:1        |              | 0:0     | 1:0    | 1:2        | 2:0                            | –         |
| Riga FC                        | 1:1                 | 0:2        | 0:0          |         | 3:0    | 1:0        | 2:2                            | –         |
| FK RFS                         | 2:1                 | 2:0        | 4:2          | 0:1     |        | 0:1        | 3:2                            | –         |
| FK Jelgava                     | 1:2                 | 1:2        | 1:0          | 0:3     | 1:1    |            | 2:0                            | –         |
| FS Metta/Latvijas Universitāte | 2:4                 | 1:3        | 1:1          | 0:0     | 3:1    | 1:3        |                                | –         |
| SK Babīte                      | –                   | –          | –            | –       | –      | –          | –                              |           |

| Spieltag 15–28                 | FK Spartaks Jūrmala | FK Liepāja | FK Ventspils | Riga FC | FK RFS | FK Jelgava | FS Metta/Latvijas Universitāte | SK Babīte |
| ------------------------------ | ------------------- | ---------- | ------------ | ------- | ------ | ---------- | ------------------------------ | --------- |
| FK Spartaks Jūrmala            |                     | 2:0        | 0:3          | 2:0     | 1:3    | 0:1        | 3:1                            | –         |
| FK Liepāja                     | 1:2                 |            | 1:1          | 2:1     | 2:0    | 0:1        | 1:0                            | –         |
| FK Ventspils                   | 2:3                 | 0:0        |              | 0:2     | 1:2    | 1:0        | 3:0                            | –         |
| Riga FC                        | 0:1                 | 2:1        | 0:2          |         | 0:1    | 2:2        | 4:0                            | –         |
| FK RFS                         | 1:0                 | 1:2        | 2:4          | 1:1     |        | 3:0        | 1:0                            | –         |
| FK Jelgava                     | 1:2                 | 1:3        | 0:1          | 1:2     | 1:0    |            | 1:1                            | –         |
| FS Metta/Latvijas Universitāte | 0:2                 | 2:5        | 2:2          | 0:2     | 2:0    | 0:0        |                                | –         |
| SK Babīte                      | –                   | –          | –            | –       | –      | –          | –                              |           |

## Relegation
Am Ende der regulären Saison trat der Zweitplatzierte der 1. līga gegen den Siebtplatzierten der Virslīga in der Relegation an. Die Spiele waren am 16. und 20. November 2017.
| Datum             |                                | Ergebnis |                                | Tore                                                                          |
| ----------------- | ------------------------------ | -------- | ------------------------------ | ----------------------------------------------------------------------------- |
| 16. November 2017 | FK Progress/AFA Olaine         | 1:1      | FS Metta/Latvijas Universitāte | 0:1 Emsis (7.), 1:1 Askerov (21.)                                             |
| 20. November 2017 | FS Metta/Latvijas Universitāte | 3:1      | FK Progress/AFA Olaine         | 1:0 Emsis (3.), 2:0, 3:0 Vladislavs Fjodorovs (12.), (32.), 3:1 Askerov (90.) |
| Gesamt:           | FK Progress/AFA Olaine         | 2:40     | FS Metta/Latvijas Universitāte |                                                                               |

## Torschützenliste
| Pl. | Name              | Mannschaft          | Tore |
| --- | ----------------- | ------------------- | ---- |
| 1.  | Artūrs Karašausks | FK Liepāja          | 12   |
| 1.  | Jewgenij Koslow   | FK Spartaks Jūrmala | 12   |
| 3.  | Adeleke Akinyemi  | FK Ventspils        | 10   |
| 4.  | Tosin Aiyegun     | FK Ventspils        | 09   |
| 5.  | BogdanVaštšuk     | Riga FC             | 08   |
| 6.  | Mārcis Ošs        | FK Jelgava          | 07   |
| 6.  | Daniils Ulimbševs | FK RFS              | 07   |